# استنفورد مور
استنفورد مور (به انگلیسی: Stanford Moore) ‏ (۴ سپتامبر ۱۹۱۳ - ۲۳ آگوست ۱۹۸۲) زیست شیمیدان آمریکایی است. در سال ۱۹۷۲ برای درک اتصالات موجود میان ساختار شیمیایی و فعالیت کاتالیکی مولکول ریبونوکلئویئک به طور مشترک با ویلیام اشتین و به همراه کریستین آنفینزن موفق به دریافت جایزه نوبل شیمی شد.